# Švedski red slobodnih zidara
Švedski red slobodnih zidara (šve. Svenska Frimurare Orden), odnosno Velika loža Švedske (Sveriges Storloge), je regularna slobodnozidarska velika loža u Švedskoj. Švedski kralj Karlo XVI. Gustav je visoki zaštitnik Reda.

## Povijest
Slobodno zidarstvo u Švedsku je donio grof Axel Wrede-Sparre, konjički časnik koji je tijekom službe u Francuskoj postao slobodni zidar. Nakon povratka u Švedsku okupio je neke prijatelje koji su poput njega postali slobodni zidari u inozemstvu. Godine 1735. inicirao je i prošao svog šurjaka grofa Carla Gustafa Tessina u Stockholmu. Većina članova koja su se pridružila Wrede-Sparreovoj loži pripadala je višem plemstvu. Ova loža je prestala raditi krajem 1740-ih.
Početkom 1750-ih postojao je prilično velik broj slobodnih zidara u Švedskoj koji su bili inicirani od strane Wrede-Sparrea ili inozemstva. Grof Knut Posse osnovao je Ložu "Sveti Ivan Krstitelj" (S:t Jean Auxiliaire Loge) 1752. godine. Wrede-Sparre i većina članova njegove lože pridružili su se novoj loži a i sam Wrede-Sparre je predao svoje rituale i druge dokumente novoj loži.
Loža "Sveti Ivan" zvala se Švedska matična loža (Sveriges Moderloge) i smatrala se ovlaštenom izdavati naputke drugim ložama u zemlji i Finskoj, koja je u to vrijeme bila dio Švedske. Grof Carl Fredrik Scheffer, koji je mason postao 1737. godine u Parizu, izabran je za nacionalnog velikog majstora 1753. godine. Tijekom 1750-ih lože su otvorile svoja vrata članovima drugih društvenih slojeva osim plemstva.
Godine 1756. Carl Fredrik Eckleff zajedno sa šestero masona osnovao je škotsku Ložu "L'Innocente" u Stockholmu, radeći u takozvanim škotskim stupnjevima Svetog Andrije. Sljedeći korak u razvoju švedskog slobodnog zidarstva poduzeo je Eckleff 1759. godine, kada je osnovao Veliki kaptol u Stockholmu. Eckleff koji je bio zaposlenik švedskog Ministarstva vanjskih poslova, imao je strani patent koji ga je ovlastio da osniva lože. Nije bilo moguće utvrditi datum i mjesto nastanka patenta i rituala. Velika loža Švedske osnovana je 1760. godine, a Velika loža Engleske priznala ju je kao nacionalnu veliku ložu 1770. godine.
Eckleff je uspostavio masonski sustav na kršćanskim osnovama. Moralnu filozofiju švedskog obreda dalje je razvio vojvoda Karlo, kasnije kralj Karlo XIII., koji je naslijedio Eckleffa kao švedski masonski vođa. Dvjema velikim revizijama rituala 1780. i 1800. godine stvorio je masonski sustav s deset stupnjeva.
Slobodno zidarstvo u Švedskoj nastavilo se razvijati pod vodstvom svojih velikih majstora, koji su svi pripadali kraljevskoj kući više od 200 godina.

## Ustroj
Sjedište Švedskog reda slobodnih zidara, odnosno Velike lože Švedske, je u Stockholmu.

### Lože
Pod okriljem Velike lože Švedske djeluje 58 Ivanovskih loža i jedna istraživačka loža u Švedskoj i sedam Ivanovskih loža u Finskoj.

### Uprava
Švedskim redom slobodnih zidara upravlja veliki majstor (šved. stormästare) koji se bira na trogodišnje razdoblje. Dosadašnji veliki majstori su:
1. grof Carl Fredrik Scheffer / kralj Adolf Frederick (1753. – 1771.)
2. kralj Gustav III. (1771. – 1792.)
3. kralj Gustav IV. Adolf (1793. – 1809.)
4. kralj Karlo XIII. (1809. – 1818.)
5. kralj Karlo XIV. Ivan (1818. – 1844.)
6. kralj Oskar I. (1844. – 1859.)
7. kralj Karlo XV. (1859. – 1872.)
8. kralj Oskar II. (1872 – 1907.)
9. kralj Gustav V. (1907. – 1950.)
10. kralj Gustav VI. Adolf (1950. – 1973.)
11. princ Bertil, vojvoda od Hallanda (1973. – 1997.) – sin kralja Gustava VI. Adolfa
12. Gustaf Piehl (1997. – 2001.)
13. Anders Fahlman (2001. – 2012.)
14. Anders Strömberg (2012. – 2019.)
15. Christer Persson (od 2019.)

### Međunarodna suradnja
Švedski red sudjeluje u radu Svjetske konferencije regularnih masonskih velikih loža. Također, potpisao je povelje o prijateljstvu i međusobnom priznavanju s preko 120 regularnih velikih loža.

### Obredi
Povijesni obred Velike lože Švedske je Švedski obred i to je izvorni obred svih loža. U slobodnom zidarstvu velika loža upravlja simboličkim stupnjevima Ivanovske lože (učenik, pomoćnik i majstor) i delegira upravljanje visokim stupnjevima.

## Pridružena tijela i redovi
Uobičajno je da upravljanje visokim stupnjevima svaka velika loža provodi kroz pridružena tijela i redove od kojih svaki predstavlja jedan obred a na temelju potpisanih konkordata.
- Velika loža Švedske – nadležno za rad Švedskog obreda
- Pridružena tijela i redovi koji imaju svoje jedinice u Švedskoj:
  -  Velika loža Kraljevskog reda Škotske – nadležno za rad Kraljevskog reda Škotske.

### Švedski obred
Struktura Švedskog reda u visokim stupnjevima Švedskog obreda uključuje sljedeće:
- devet kapitela (za stupnjeve od 7. do 11.) u Švedskoj i jedan veliki kapitel u Helsinkiju, Finska,
- dvije podvorničke lože za kapitel (samo 7. i 8. stupanj) u Švedskoj i jedna u Finskoj;
- 30 loža koje rade na stupnjevima sv. Andrije (od 4. do 6. stupnja), od toga 28 u Švedskoj i dva u Finskoj,

### Kraljevski red Škotske
Velika loža Kraljevskog reda Škotske na području Švedsje ima tri svoje pokrajinske velike lože:
- Pokrajinska velika loža Švedske  – osnovana je 2000. godine
- Pokrajinska velika loža Skåne  – osnovana je 2002. godine
- Pokrajinska velika loža Ostrogotije (Provincial Grand Lodge of Ostrogothia)[3] – osnovana je 2016. godine

## Vanjske poveznice
- Službena stranica
- Švedski red u Finskoj